# Vogelfluglinie

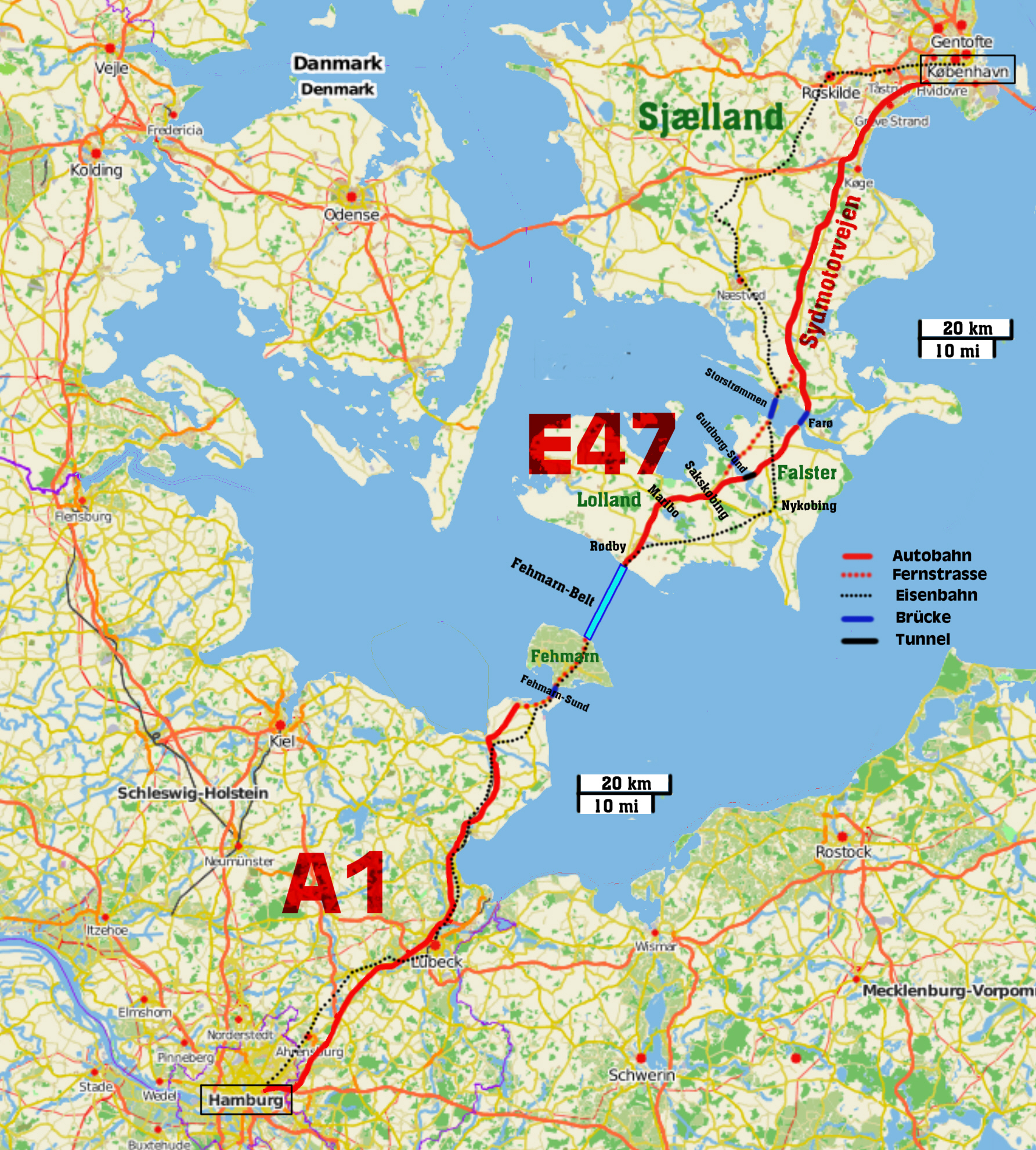
Kaart met Vogelfluglinie

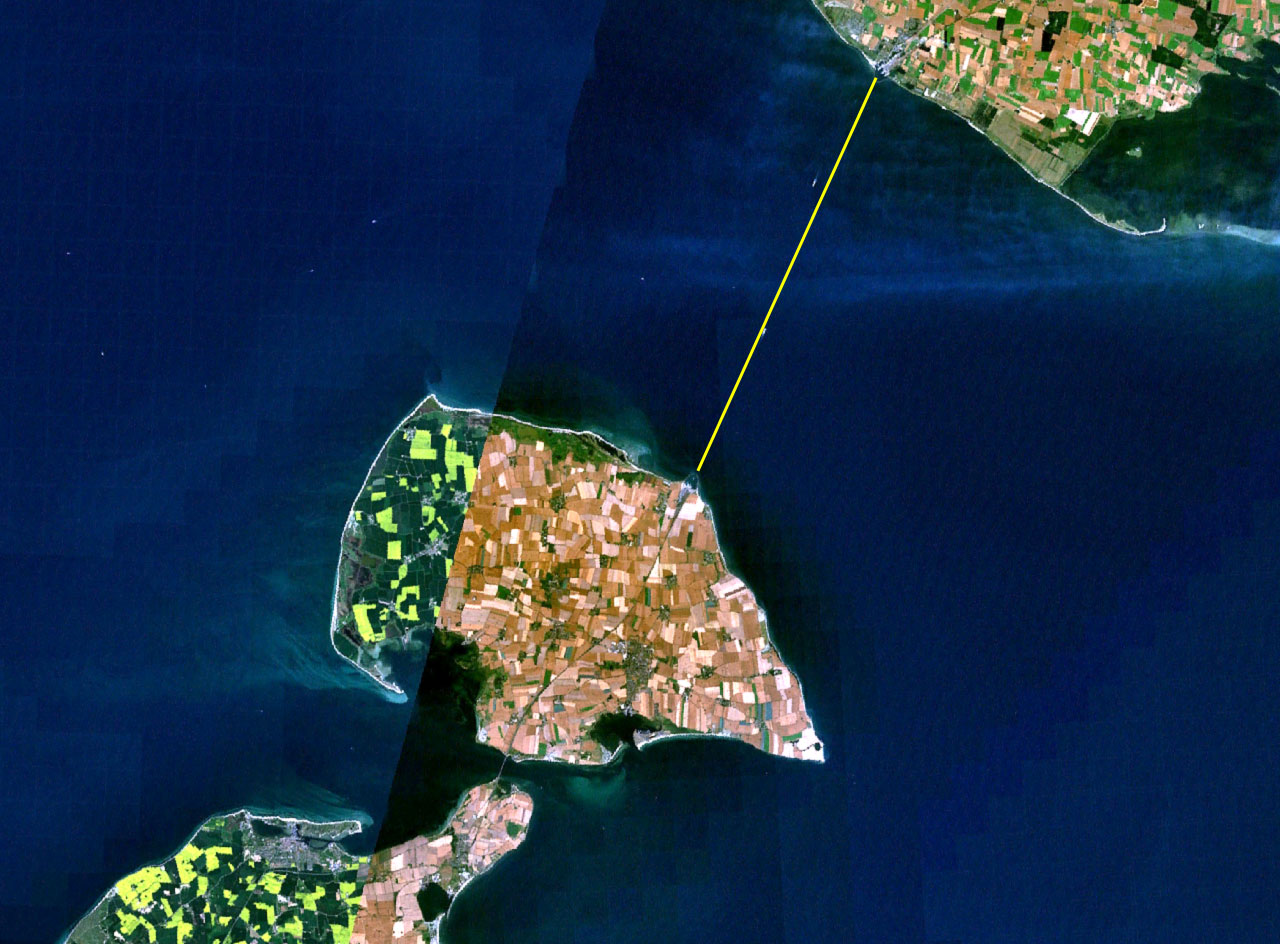
Satellietfoto met de veerverbinding Oostzee

De Vogelfluglinie (Deens: Fugleflugtslinjen) is een verbinding voor het internationale weg- en spoorwegverkeer tussen Duitsland en Denemarken.

## Ligging
De Vogelfluglinie (Nederlands: Volgeltrekroute) is de kortste spoor- en wegverbinding tussen de regio's Hamburg en Kopenhagen/Malmö. De Vogelfluglinie is 160 km korter dan de verbinding via Jutland en de Kleine en Grote Belt. De naam verwijst naar de vogeltrek van de wilde ganzen en andere arctische watervogels tussen Midden-Europa en Scandinavië.
De Vogelfluglinie loopt over de Fehmarnbelt, een zeestraat in de Oostzee tussen het Duitse eiland Fehmarn en het Deense eiland Lolland. De Vogelfluglinie werd in 1963 geopend en bestaat uit twee elementen: de 963 meter lange Fehmarnsundbrug uit 1963 en de veerverbinding tussen de havens Puttgarden en Rødby.
De spoorverbinding via de veerboot (vier treinparen per dag) is per 15 december 2019 beëindigd en zolang verlegd via de langere route over land door Jutland en over Funen, maar door het vervallen van de tijdrovende overvaart in tijd korter voor de reiziger tussen Hamburg en Kopenhagen.

### Spoorlijn
- Hamburg - Lübeck, spoorlijn tussen Hamburg Hbf en Lübeck
- Lübeck - Puttgarden, spoorlijn tussen Lübeck en Puttgarden
- Ringsted - Rødby Færge, spoorlijn tussen Rødby Færge en Ringsted

## Geschiedenis
Op 4 juni 1863 presenteerde een Deense architect en ingenieur, G.VA Kröhnke uit Glückstadt, een plan voor een spoor- en wegverbinding van Kopenhagen naar Hamburg via Rødby. Het traject was zo ingetekend dat het de kortste en ook snelste verbinding zou opleveren tussen beide steden. Op 1 februari 1864 brak de Tweede Duits-Deense Oorlog uit. Reden was het voornemen van Denemarken de hertogdommen Sleeswijk en Holstein te integreren, hetgeen in strijd was het Verdrag van Londen. De Duitse publieke opinie was hier fel tegen en een korte oorlog met Pruisen en Oostenrijk volgde. Denemarken verloor deze strijd en de twee hertogdommen vielen aan Pruisen toe. Ondanks dit verlies kreeg Kröhnke in 1866 een concessie van de Deense regering om een veerhaven aan te leggen in Syltholm, nabij Rødby, en een spoorweg, maar het werk kwam niet gereed.
Tijdens de Tweede Wereldoorlog, Denemarken was in Duitse handen gevallen, werd het plan weer afgestoft en deels ten uitvoer gebracht. De werkzaamheden aan de Deense kant begonnen op 14 september 1941 met Teknisk Central als opdrachtgever en Monberg & Thorsen als hoofdaannemer. In 1946 kwamen de werkzaamheden weer stil te liggen. Er waren tot dat moment grondwerkzaamheden uitgevoerd voor tien kilometer snelweg van Rødbyhavn naar Majbølle en voor veertien kilometer spoorlijn.
Op 24 maart 1958 tekenden Duitsland en Denemarken een belangrijk overeenkomst voor de uitvoering van de Vogelfluglinie. Dit project behelsde drie belangrijke onderdelen: (1) de bouw van Fehmarnsundbrücke van Großenbrode naar het Duitse eiland Fehmarn; (2) de aanleg van een nieuwe auto- en spoorweg dwars over Fehmarn naar Puttgarden waar een veerboothaven en spoorstation zijn gebouwd en (3) diverse veerschepen voor de dienst tussen Puttgarden en Rödbyhavn. Op 14 mei 1963 werd de verbinding officieel geopend door koning Frederik IX van Denemarken en de Duitse bondspresident Heinrich Lübke. Het project had beide landen 220 miljoen Duitse mark gekost.
Het was een groot succes, tot juli 1971 werden twintig miljoen passagiers vervoerd tussen Duitsland en Denemarken. In het hoogseizoen werd dagelijks 28 keer op en neer gevaren door de Deense en Duitse spoorwegen die elk twee veerschepen in de vaart hadden. In 1976 maakten maakten 3,86 miljoen mensen en 544.000 auto's de overtocht. De Vogelfluglinie bestond toen dertien jaar en sinds het begin waren er 37,6 miljoen personen, 5,7 miljoen personenauto's en 94.000 bussen vervoerd. In 1988 passeerde de teller van het aantal reizigers de 100 miljoen. 
In 1997 werd de Scandlines naam geïntroduceerd voor het Deense bedrijf dat de veerdienst onderhield. In 1998 besloten de twee partners, het Duitse DFO en Scandlines, samen te gaan onder de naam Scandlines AG. De aandeelhouders bleven Deutsche Bahn en het Deense ministerie van Transport. In 2007 werd Scandlines geprivatiseerd.

## Toekomst
Vanaf 2020 is de Fehmarnbeltverbinding in aanbouw, een 17,5 km lange auto- en treintunnel die de huidige veerdiensten zal vervangen. De tunnel zal naar verwachting in 2029 in gebruik genomen worden. Het project wordt door Denemarken gebouwd en gefinancierd. De kosten bedragen circa 5,5 miljard euro waarvan de Europese Unie 10% betaalt. De kosten zullen middels tolheffing door het wegverkeer worden terugverdiend. De oversteek via de tunnel zal circa 10 minuten duren, de veerboot doet er 45 minuten over. Vanuit natuurbeschermingsorganisaties werd hiertegen bezwaar gemaakt terwijl ook de rendement van zo'n vaste verbinding onzeker was.

## Foto's

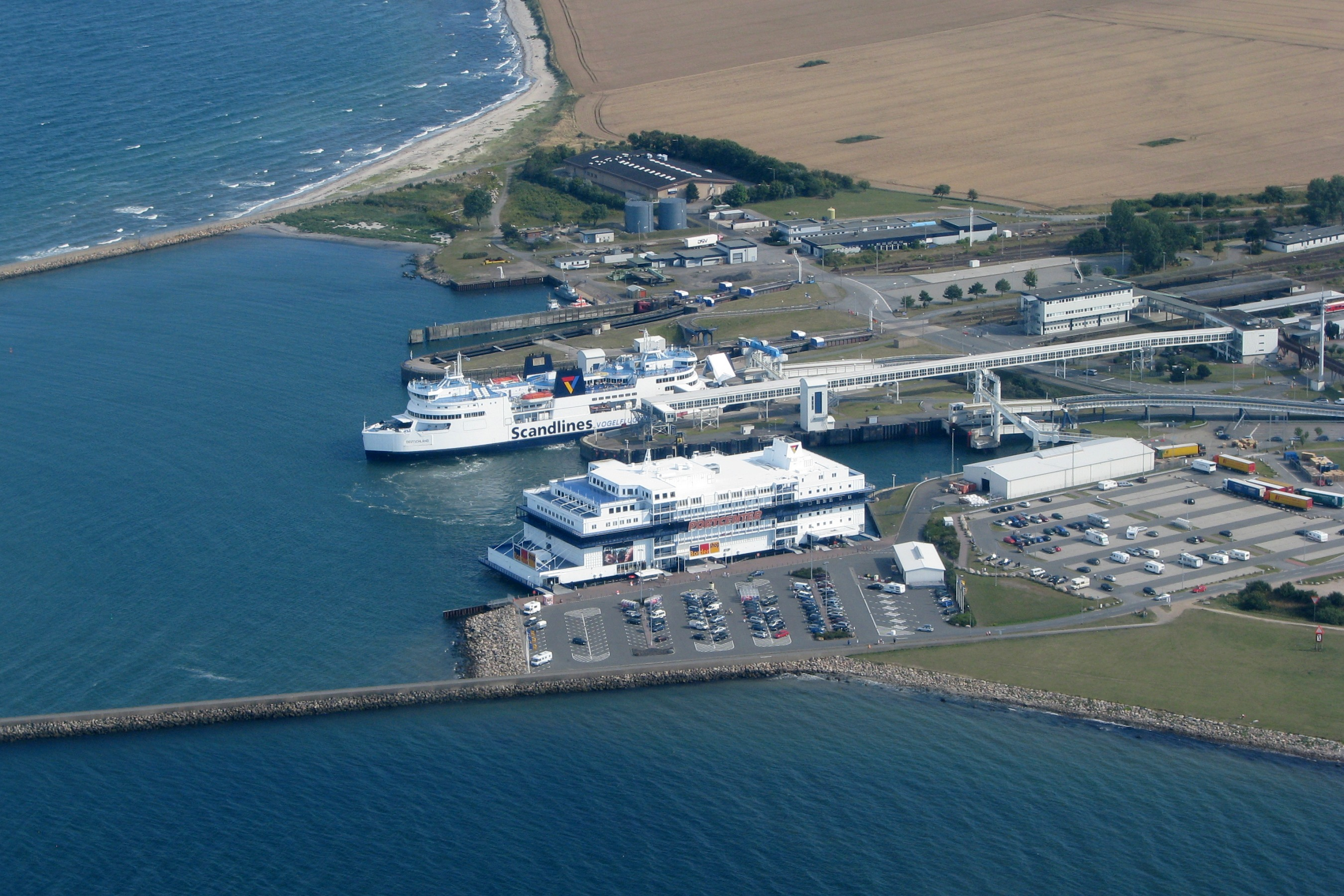
De haven bij Puttgarden (2008)
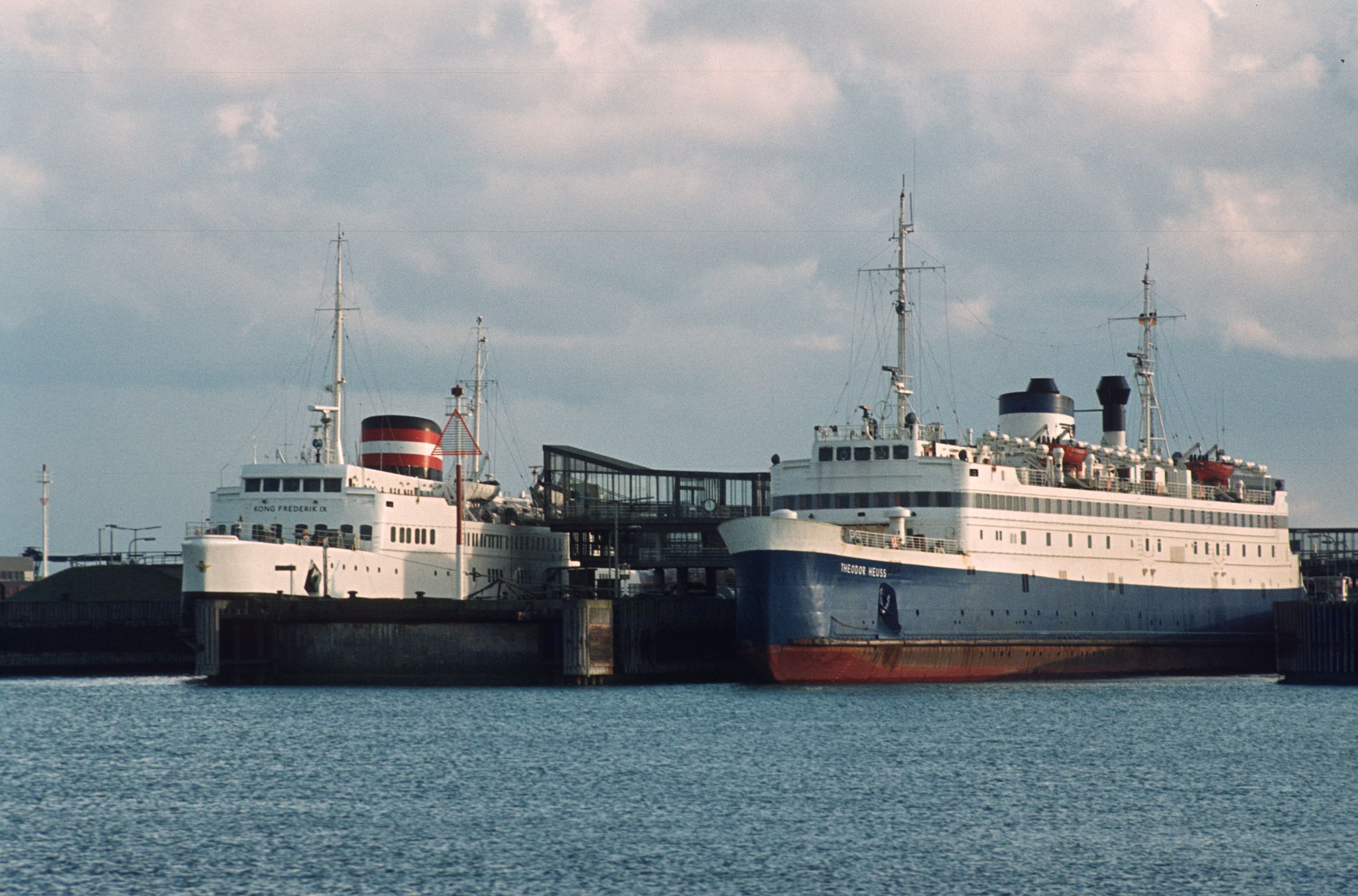
Oude veerboten in Puttgarden (1981)
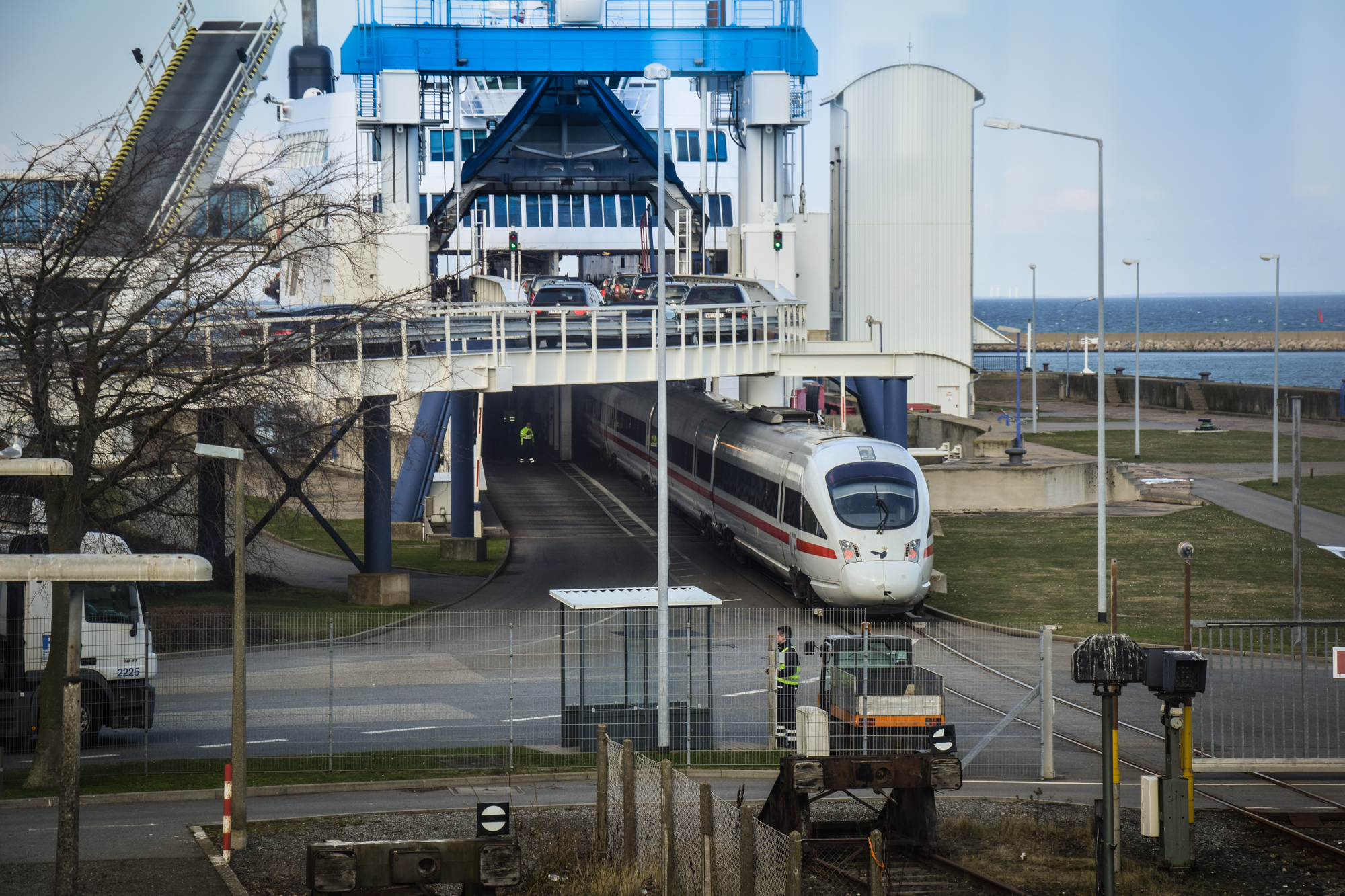
Een trein op de veerboot, deze dienst is in 2019 gestaakt
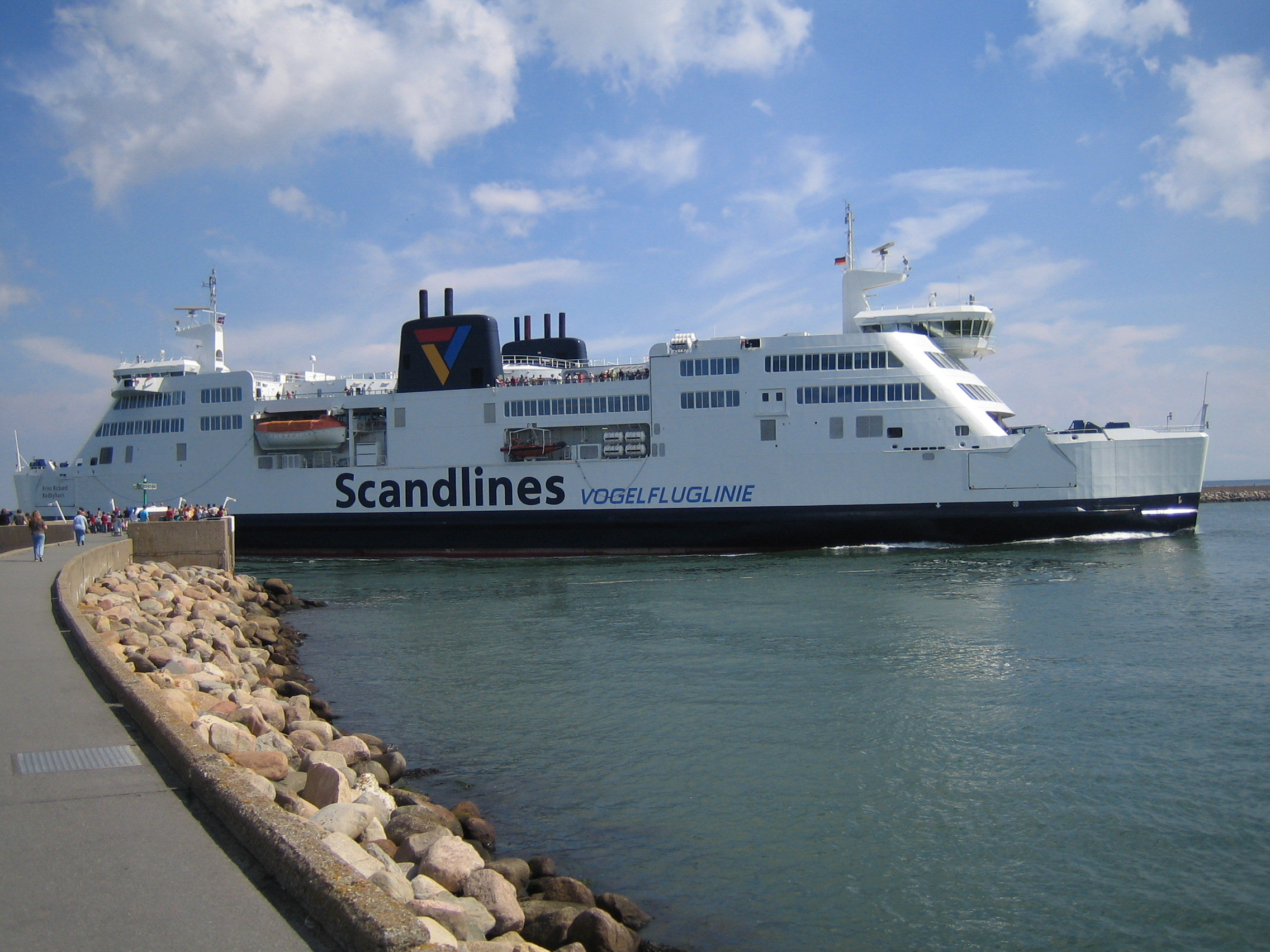
De Prins Richard, een van de veerboten op de Vogelfluglinie, in de haven van Puttgarden
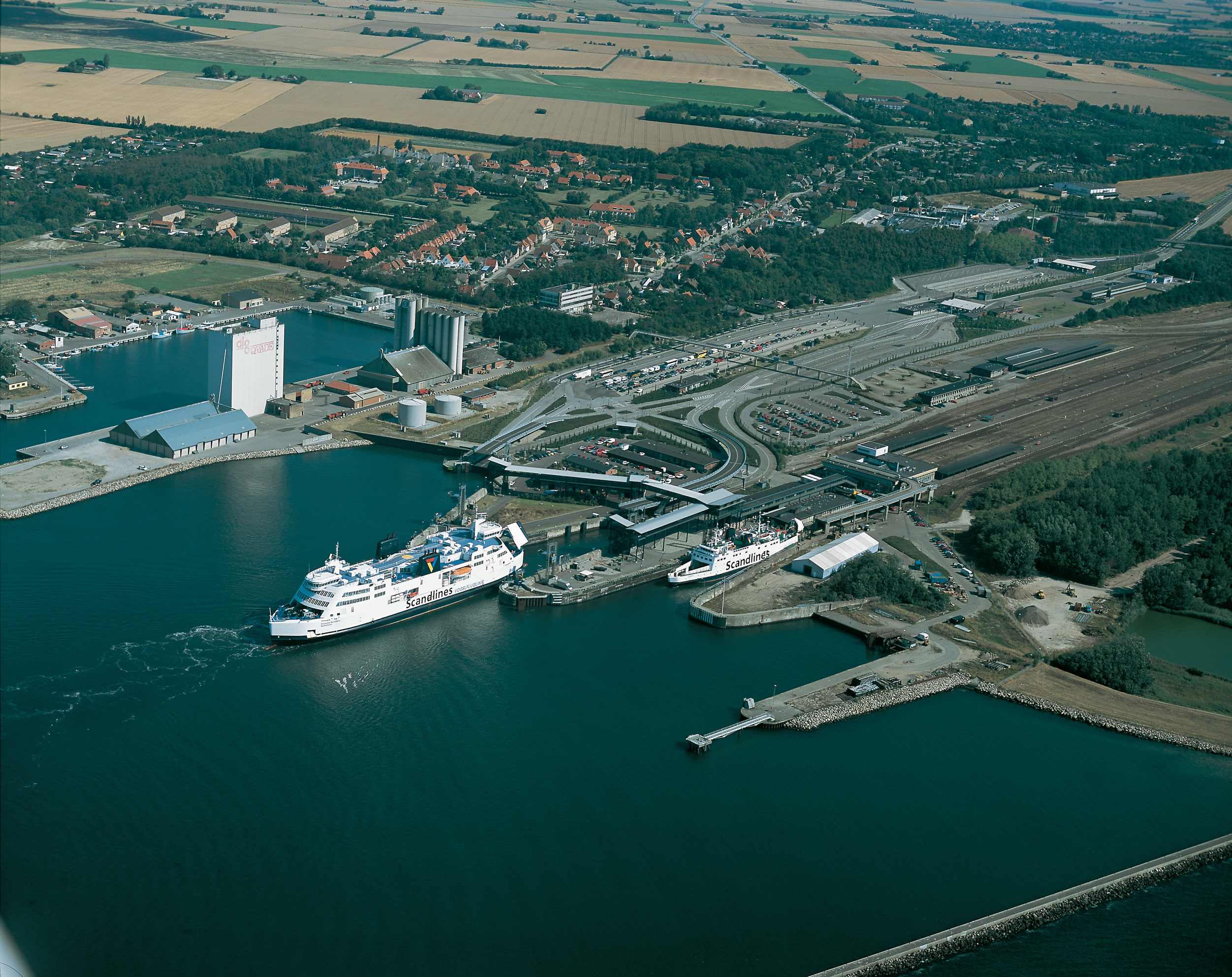
Rødbyhavn (2003)